# José Fernando Bulnes
José Fernando Bulnes Zubiaga (Tegucigalpa, 21 ottobre 1946) è un ex calciatore honduregno, di ruolo difensore.